# 萨达战役
萨达战役是2011年3月胡塞运动武裝与忠于也门总统阿里·阿卜杜拉·萨利赫的部队在也門北部城市萨达爆发的衝突。经过數天的冲突，胡塞武装成功占领了包括省会薩達在内的整个萨达省，并建立了独立政府，薩達省也是自2011年葉門反政府示威以来也門首個全境不受政府控制的省份。